# Deportivo Aviación (Lima)
El Deportivo Aviación fue un club de fútbol perteneciente al distrito de Barranco del Departamento de Lima. Se fundó en 1964 por personal del SEMAN, inicialmente como Club Deportivo Seman - FAP. En 1998, logra el título del torneo de interligas y asciende a la Segunda División Profesional.

## Historia
El 31 de julio de 1964 es fundado el Club Deportivo Seman - FAP, equipo patrocinado por el Servicio de Mantenimiento de la Fuerza Aérea del Perú. El 27 de agosto de 1968 fue afiliado a la Liga de Barranco. El Deportivo Seman - FAP fue protagonista de la liga barranquina durante los 90's. Realizó clásicos futbolísticos con los equipos: Santiago Barranco, club Santa Rosa y Juventud Barranco. En 1998, campeona el torneo de Interligas de Lima , derrotando en el cuarteto final al Virgen de Chapi, Juventud Almagro de Jesús María y al Deportivo Repcel de Breña.
Después de 25 años de militar en su liga de origen, en 1998 logra su ascenso a la Segunda División del Perú (en ese, entonces los campeones de las Interligas de Lima ascendía a la segunda división, compuesta por equipos de Lima y Callao) , en la cual participó con el nombre de Aviación-FAP, coronándose campeón en el año 2000 bajo la dirección técnica de Ramón Quiroga. Sin embargo perdió la oportunidad de ascender a Primera tras perder 3-1 el partido de revalidación frente a Deportivo UPAO.
Al año siguiente, y ya sin el auspicio de uno de sus principales patrocinadores, Aviación-FAP pasó a llamarse Club Deportivo Aviación o Club Deportivo Aviación FAP. En esa temporada el club se ubicó en el puesto 11 de 16 equipos. El 2002 quedó noveno, y el 2003 estuvo a punto de descender. Luego en el 2004, el equipo es absorbido por el Grupo Coopsol y con ello, desaparece su identidad.

## Uniformes
- Uniforme titular: Camiseta Azul, pantalón azul, medias azules.
- Uniforme alternativo 1: Camiseta Azul, pantalón blanco, medias azules.
- Uniforme alternativo 2: Camiseta blanca con rayas azules y rojas, pantalón azul, medias blancas.

#### Titular
| Deportivo Seman F.A.P. 1964-1979 | Deportivo Seman F.A.P. 1980-1994 | Deportivo Seman F.A.P. 1995-1998 | Aviación F.A.P. 1999 (Inicial) | Aviación F.A.P. 1999/2000 | Deportivo Aviación 2001/2002 | Deportivo Aviación 2003 |  |

#### Alterno
| Aviación F.A.P. 1999/2000 | Deportivo Aviación 2000 | Deportivo Aviación 2000 | Deportivo Aviación 2001/2002 | Deportivo Aviación 2003 | Deportivo Aviación 2003 |  |

## D.T.
Club Deportivo SEMAN - FAP
- Ricardo Barrueto (1998). Campeón Interligas de Lima 1998

Club Deportivo Aviación - FAP
- Ricardo Barrueto (1999)
- Jorge Olarchea (1999)
- José Luis Bustamante (1999)
- Ramón Quiroga (2000)
- Juan Vidales (2001)
- Ricardo Barrueto (2001)
- Horacio Baldessari (2002)
- Ricardo Barrueto (2003)
- Roberto Mosquera (2004)
- Horacio Baldessari (2004)
- Jorge Machuca (2005)
- Edgar Ospina (2005)

## Estadios
El Deportivo Aviación, cuando jugaba en Lima, utiliza el Estadio José Díaz. Posteriormente cambió su localía al Estadio Municipal de Chorrillos, también conocido como la cancha de los muertos.

## Palmarés

### Torneos nacionales
- Campeón Primera División Distrital de Barranco (1): 1998
- Campeón del torneo de Interligas de Lima (1): 1998
- Cuarto Puesto de la Segunda División del Perú (1): 1999
- Campeón de la Segunda División del Perú (1): 2000

## Patrocinador
| Periodo | Patrocinador  |
| ------- | ------------- |
| 2000    | TANS y F.A.P. |

## Datos del club
- Temporadas en Segunda División: 5 (1999 , 2000 , 2001 , 2002 y 2003).

## Rivalidades
- Durante su estadía en la segunda división, mantuvo rivalidad con Alcides Vigo y Guardia Republicana ambos de origen de institución policial.

- Luego con otros equipos importantes en la segunda división del momento tenemos: Lawn Tennis, Deportivo AELU, Sporting Cristal B, Virgen de Chapi, América Cochahuayco, Unión Huaral, Bella Esperanza, Olímpico Somos Perú y Centro Deportivo Municipal

- También enfrentó como anécdota al equipo perteneciente al Grupo Coopsol, el Sport Coopsol hasta el 2003.

## Relacionado
- Club Deportivo Coopsol
- SEMAN